# 消滅時効
消滅時効（しょうめつじこう）とは、一定期間行使されない権利を消滅させる制度。取得時効とともに時効の一つである。消滅時効により権利が消滅することを時効消滅という。
- 民法について以下では、条数のみ記載する。

## 概説

### 消滅時効の援用権者
消滅時効の援用権者は、当事者、保証人、物上保証人、第三取得者その他権利の消滅について正当な利益を有する者である（145条）。
2017年改正の民法（2020年4月1日法律施行）で、消滅時効の援用権者として判例法理で認められていた保証人、物上保証人、第三取得者について明文化された。

### 除斥期間との比較
消滅時効に類似した制度に除斥期間があるが、以下の点で異なる。
- 援用の必要性
消滅時効は援用を必要とするが、除斥期間は援用を必要としない。
- 効果の遡及効
消滅時効の効果は遡及するが、除斥期間の効果は遡及しない。
- 起算点
時効の更新（中断）の有無

### 消滅時効の適用範囲
時効消滅する権利
債権などの財産権（所有権や占有権などを除く）
時効消滅しない権利
所有権、占有権など

## 消滅時効の要件
消滅時効の対象となる権利は消滅時効の起算点から一定の時効期間が経過したときに消滅する。

### 債権の消滅時効（原則）
2017年改正の民法（2020年4月1日法律施行）で、原則、権利を行使することができることを知った時（主観的起算点）から5年間、債権者が権利を行使することができる時（客観的起算点）から10年間の二本立ての時効期間に整理され、いずれかが経過すると時効は完成する（166条）。
主観的起算点
債権者が権利を行使することができることを知った時から5年間行使しないときは時効が完成する（166条1号）。
客観的起算点
債権者が権利を行使することができる時から10年間行使しないときも時効が完成する（166条2号）。
具体的な起算点
- 確定期限付の債務 - 確定期限の到来時
- 不確定期限付の債務 - 不確定期限の到来時
- 期限の定めのない債権 - 債権が成立したとき
- 返還時期の定めの無い消費貸借 - 債権成立後、相当期間経過後
- 契約解除による原状回復請求権 - 契約解除時

なお、期限利益喪失約款付きの割賦払債務の起算点については即時進行説と債権者意思説がある。
時効の更新
更新とは、時効の進行中に一定の出来事が起こると時効の期間進行が止まってしまい、またゼロから数え直しになること。時効が更新されていることで時効の援用ができないケースが多い。2017年の改正民法以前は「時効の中断」と呼ばれていたが、「再会可能な一時的停止」と言う一般的な「中断」の語意との乖離を改めるべく「更新」となった。

### 不法行為による損害賠償請求権
不法行為による損害賠償請求権（人の生命又は身体を害する不法行為による損害賠償請求権を除く）については、短期3年、長期20年の時効期間とされており、いずれかが経過すると時効が完成する（724条）。
短期
被害者又はその法定代理人が損害及び加害者を知った時から3年間行使しないとき（724条1号）。
長期
不法行為の時から20年間行使しないとき（724条2号）。
なお、旧法では長期の20年は除斥期間とする解釈が判例の立場だったが、被害者保護の観点から、2017年改正の民法（2020年4月1日法律施行）で長期の20年も時効期間であることが明確化された。

### 人の生命又は身体の侵害による損害賠償請求権
人の生命又は身体の侵害による損害賠償請求権については、被害者救済のため、不法行為に基づく損害賠償か債務不履行に基づく損害賠償かを問わず、被害者又はその法定代理人が損害及び加害者を知った時から5年間行使しないとき、権利を行使することができる時から20年間行使しないときとなる（167条、人の生命又は身体を害する不法行為による損害賠償請求権について724条の2）。2017年改正前の旧法では、生命・身体の侵害の場合、債務不履行構成により契約責任を追及するか、不法行為構成により不法行為責任を追及するかにより期間制限に差があったため同様の期間となるよう調整された。

### 定期金債権の消滅時効
定期金の債権は、2017年改正の民法（2020年4月1日法律施行）168条1項で、次に掲げる場合に、時効によって消滅するとされた（旧169条からの変更）。
1. 債権者が定期金の債権から生ずる金銭その他の物の給付を目的とする各債権を行使することができることを知った時から10年間行使しないとき。
2. 前号に規定する各債権を行使することができる時から20年間行使しないとき。

### 確定した権利の時効期間
確定判決や確定判決と同一の効力を有する公的手続（裁判上の和解・調停など）によって確定した権利については、時効期間が10年より短く定められている場合であっても、その時効期間は10年となる（169条1項）。この場合には確定したときから改めて10年間の時効が進行することになる。なお、確定の時に弁済期の到来していない債権については適用されない（169条2項）。

### 短期消滅時効

#### 意義
権利関係を迅速に確定するために、上記の原則よりも短い期間で時効が成立する場合がある。これを総称して短期消滅時効というが、以下のような例がある。
5年
追認できる時からの取消権（126条）
財産管理に関する親子間の債権（832条）
相続回復請求権 相続権を侵害された事実を知ったときから（884条）
金銭の給付を目的とする普通地方公共団体の権利（地方自治法第236条）
労働者の退職手当（労働基準法第115条後段）

3年
不法行為に基づく損害賠償請求権 損害および加害者を知ったときから（724条、製造物責任法第5条）
為替手形の所持人から引受人に対する請求権（手形法第70条第1項）
約束手形の所持人から振出人に対する請求権（手形法第77条第1項第8号、なお、同法第78条第1項参照）
2年
詐害行為取消権：債権者が取消しの原因を知った時から（426条）
労働者の賃金（退職手当を除く）・災害補償その他の請求権（労働基準法115条前段）
1年
遺留分侵害額請求権：相続の開始及び遺留分を侵害する贈与又は遺贈があったことを知った時から（民法第1048条）
運送取扱人の責任（商法第566条第1項）
陸上運送人の責任（商法第589条・商法第566条第1項準用）
海上運送人の責任（商法第766条・商法第566条第1項準用、国際海上物品運送法第14条第1項）
船舶所有者の傭船者、荷送人、荷受人に対する債権（商法第765条）
為替手形の所持人から裏書人や振出人に対する請求権（手形法第70条）
約束手形の所持人から裏書人に対する請求権（手形法第77条第1項第8号）
支払保証をした支払人に対する小切手上の請求権（小切手法第58条）
6ヶ月
約束手形・為替手形の裏書人から他の裏書人や振出人に対する遡求権または請求権（手形法第70条第3項）
小切手所持人・裏書人の、他の裏書人・振出人その他の債務者に対する遡求権（小切手法第51条）
お年玉付郵便葉書等のお年玉等として贈られる金品の支払又は交付を受ける権利（お年玉付郵便葉書等に関する法律4条）

#### 職業別の短期消滅時効の廃止
民法には職業別の短期消滅時効（170条〜174条）があったが、規定が煩雑で区別の理由も合理的でないとされ、2017年改正の民法（2020年4月1日法律施行）で廃止された。

#### 商事消滅時効の廃止
商法には商事消滅時効を定めた商法522条があったが、2017年改正の民法（2020年4月1日法律施行）で民法の時効制度に統一されることになり廃止された。

## 特別法上の消滅時効

### 会社法
社債の償還請求権は、これを行使することができる時から10年間行使しないときは、時効によって消滅する（701条1項）。
社債の利息の請求権は、これらを行使することができる時から5年間行使しないときは、時効によって消滅する（701条2項）。

### 国および地方公共団体との間の金銭債権の時効
国の金銭債権・金銭債務については、消滅時効の特則があり会計法に以下のように規定がある（強調は引用者による）。地方公共団体の金銭債権・金銭債務についても、地方自治法第236条に同様の規定が置かれている。
第30条
金銭の給付を目的とする国の権利で、時効に関し他の法律に規定がないものは、5年間これを行わないときは、時効に因り消滅する。国に対する権利で、金銭の給付を目的とするものについても、また同様とする。
第31条
金銭の給付を目的とする国の権利の時効による消滅については、別段の規定がないときは、時効の援用を要せず、また、その利益を放棄することができないものとする。国に対する権利で、金銭の給付を目的とするものについても、また同様とする。
金銭の給付を目的とする国の権利について、消滅時効の中断、停止その他の事項（前項に規定する事項を除く。）に関し、適用すべき他の法律の規定がないときは、民法の規定を準用する。国に対する権利で、金銭の給付を目的とするものについても、また同様とする。
第32条
法令の規定により、国がなす納入の告知は、民法第153条（前条において準用する場合を含む。）の規定にかかわらず、時効中断の効力を有する。
税金に関する過誤納金、社会保険料の還付金、労災保険の保険給付を受ける権利などについては個別の法律に規定があり、おおむね2年間で消滅時効にかかる。国債については国債ニ関スル法律（明治39年法律第34号）に特則があり、同法第9条により、元金は10年間、利子は5年間で消滅時効にかかる。

### 租税債権の時効
国税（所得税・相続税・贈与税など）及び地方税（固定資産税・住民税など）は納税期限及び督促・差押などの後5年間徴税行使されないことにより時効により消滅するが、この時効は援用を必要とせず、また債務者（納税者）は時効の利益を放棄できない（国税通則法第72条、地方税法第18条）。ただし贈与税は時効起算日から1年間は時効が進行しないので実質6年間（相続税法第7条5）。所得隠しや虚偽申告など不正がある場合の時効期間は7年間。従って、時効の起算日から5年間（或いは6、7年間）平穏に徴税を逃れれば当該納税義務は自動的に消滅し、かつ時効成立後に自発的に当該納税をしようとしても徴税機関はそれを受領できない。ここで「平穏に」とは、差押えや承認など時効の更新や完成猶予を惹起する事件がないことを意味する。

### 公的年金の時効

#### 年金保険料
年金保険料は納付期限・督促から2年間の時効期間がありこの期間中に追納すれば記録上納付扱いとなるが、時効期間を過ぎると追納できず不納が確定し、将来受給できる年金額が減る（増えない）。保険料の還付及び死亡一時金受給も同様（国民年金法第102条4）。ただし納付免除と学生特例納付猶予の時効期間は10年間。

#### 年金受給権
公的年金は、例えば老齢年金では受給年齢になったからと言って自然に支給されるものではなく受給権者が積極的に支給を請求しなければ支給は開始されないが、支給請求により遡れるのは過去5年間分で、それ以前の支給分は時効により受給権が消滅する（国民年金法第102条2）。従って、受給資格年齢（現在65歳）以降に支給請求手続きを怠っていても最長5年前の分から支給請求は可能で未受給分を一括受給可能であるが、過去支給相当分には利息など付かず、過去（未受給）分の支給額は請求の最長5年前または受給資格年齢のどちらか遅い方に請求があったものとして計算され、また一括受給の過去支給相当分はその支給され得べかりし過去年度の所得（雑所得）と看做されるので、それぞれの過去年度の所得修正申告が必要になり、場合によっては加算税の対象となる。例えば71歳で初めて老齢年金を請求して過去5年間分を請求すると、66歳時点で請求があったものと看做され、66歳時点の繰下げ支給額（65歳からの「満額」＋0.7%/月上乗せ）が66～70歳分の5年間分が一括で支給されるが、66～70歳の各年度の所得修正申告が必要となる。